# Lasiopleura hirtoides
Lasiopleura hirtoides är en tvåvingeart som beskrevs av Curtis W. Sabrosky 1951. Lasiopleura hirtoides ingår i släktet Lasiopleura och familjen fritflugor. Inga underarter finns listade i Catalogue of Life.